# Marcel Fratzscher
Marcel Fratzscher (Bonn, 1971) est un économiste allemand. Il préside l'institut allemand pour la recherche économique (DIW) depuis février 2013. Il a travaillé préalablement à la Banque centrale européenne (BCE). Il enseigne aujourd'hui la finance internationale, en troisième cycle d'économie à l'université Johann Wolfgang Goethe de Francfort-sur-le-Main.
Ses recherches concernent la macroéconomie et la finance, en particulier les effets économiques des annonces de la BCE. Il est considéré comme l'un des économistes de premier plan en Allemagne.

## Biographie
Natif de Bonn, Fratzscher entreprit d’abord des études d’économie à l’Université Christian Albrecht de Kiel, devenant titulaire en 1992 d’une licence en sciences économiques, puis poursuivit sa formation à l’université d’Oxford, en Grande-Bretagne, où son mémoire, intitulé Moral philosophy and political philosophy, international economics, lui valut en 1994 le titre de B.A. in Philosophy, Politics, and Economics (PPE). En 1996, il obtint une maîtrise en gestion publique (Master of Public Policy) à la John F. Kennedy School of Government de l’université Harvard, à Cambridge (États-Unis). Enfin, il obtint en 2002 le titre universitaire Ph.D. en sciences économiques à l’Institut universitaire européen de Florence.

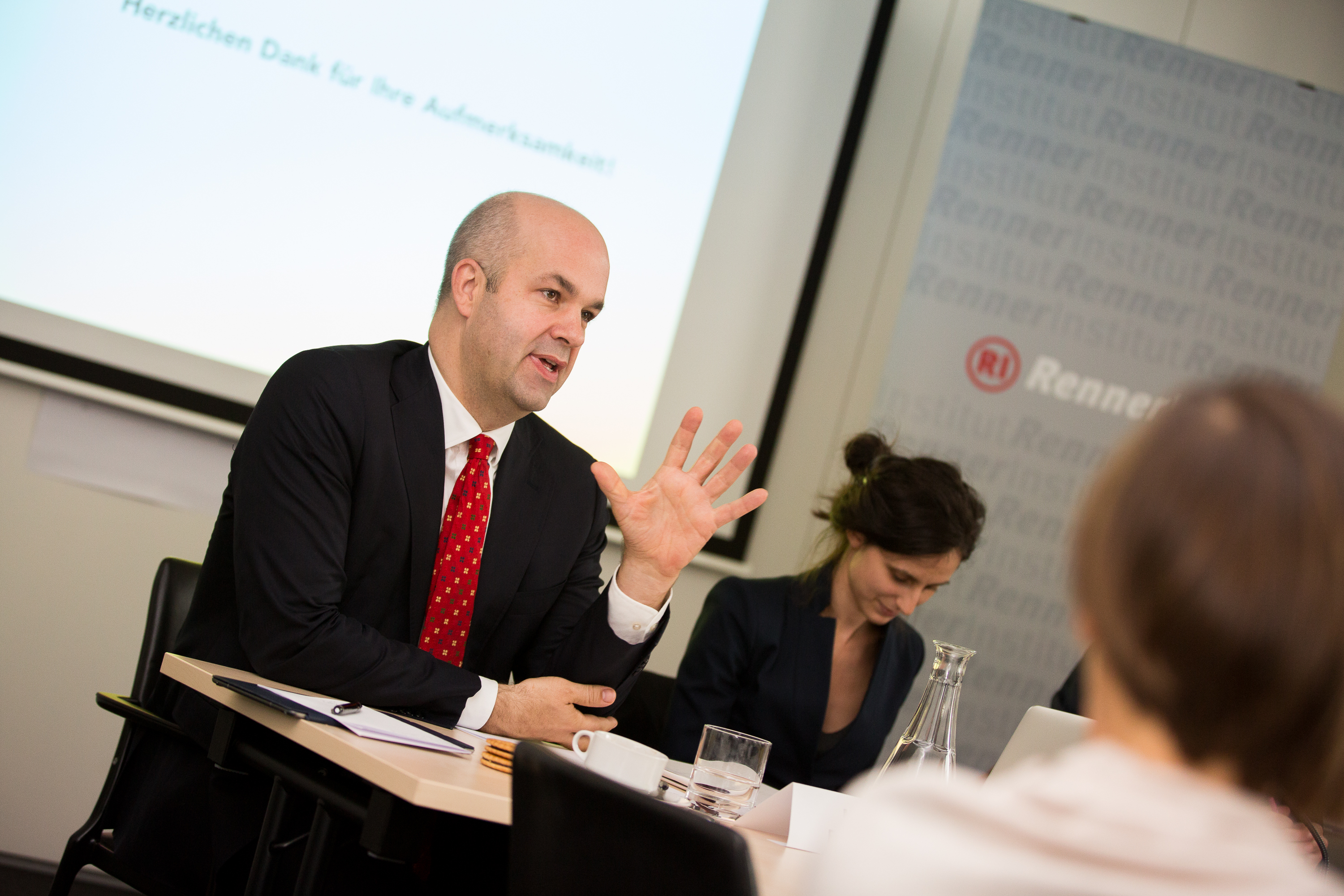
L’auteur en 2017.

Lors de la crise asiatique de 1997–1998, Marcel Fratzscher travailla comme conseiller macro-économique au Harvard Institute for International Development de Jakarta, en Indonésie, et à ce titre assista le gouvernement indonésien en matière de politique économique tout au long de la crise financière.
Depuis avril 2001, Marcel Fratzscher travaille à la Banque centrale européenne à Francfort, d’abord comme Senior Economist and Economist au sein du directorat Macro-économie, puis en tant que Adviser et Senior Adviser au directorat international. À partir de 2008, il dirige le département International Policy Analysis (Analyse de politique économique internationale, composé de 24 membres) de la Banque centrale européenne. La mission principale de son département consiste à formuler, au nom de la banque centrale européenne, des prises de position politiques sur des sujets internationaux relevant des trois domaines suivants : a) les questions économiques et financières mondiales (notamment les marchés financiers internationaux, le commerce, les taux de change, la stabilité mondiale des marchés financiers) ; b) les questions spécifiquement nationales ou régionales d’Asie et d’Amérique latine ; et c) l’architecture internationale des marchés financiers et de ses institutions (notamment les sujets liés au Fonds monétaire international, au G20, ou au G7). 
Parallèlement, Marcel Fratzscher enseigne la finance internationale dans le cadre d’un programme doctoral à l’université Goethe et détient depuis début 2013 au DIW de l’université Humboldt une chaire « sectorielle » de macro-économie.
Avant d’occuper ses fonctions à la Banque centrale européenne, Marcel Fratzscher avait travaillé de 2000 à 2001 au Peterson Institute for International Economics à Washington D.C., et à la Banque mondiale en 1996. Auparavant encore, il avait été employé pendant de brèves périodes chez Mwaniki Associates au Kenya et à la Banque asiatique de développement aux Philippines.

## Domaines de recherche et reconnaissance
Comme chercheur, Marcel Fratzscher privilégie les sujets de macroéconomie internationale appliquée, d’économie monétaire et de finances publiques. Il s’est en particulier penché sur la question de savoir comment les banques centrales devraient communiquer avec les marchés financiers et avec le public, ainsi que sur les mécanismes de transfert lors de la crise financière mondiale de 2007–2010.
En 2016, il figura parmi les dix premiers dans la liste des économistes allemands les plus influents dressée chaque année par le Frankfurter Allgemeine Zeitung (FAZ). Cinq ans auparavant, en 2011, il fut classé 4e par le quotidien Handelsblatt dans son Ökonomen-Ranking, lequel mesure depuis 2007 le travail de recherche de quelque 1 500 économistes selon la qualité de leurs publications. En 2007, il fut en outre lauréat du Kiel Institute Excellence Award in Global Economic Affairs pour ses recherches dans le domaine des interconnexions financières mondiales et de la politique financière, et récipiendaire du CEPR 2007 Prize for the Best Central Bank Research Paper pour ses travaux sur les bulles financières et sur les déséquilibres mondiaux.

## Publications

### Ouvrages
- Die Deutschland-Illusion : Warum wir unsere Wirtschaft überschätzen und Europa brauchen, Hanser, 2014, 278 p. (ISBN 978-3446440340)

En septembre 2014, son livre « Allemagne, l’illusion » (« Die Deutschland-Illusion ») critique la manière dont son pays s'est développé durant les années 2000 et remet en cause l’idée, alors commune, de sa bonne santé économique,. Ainsi les salaires réels et le patrimoine des Allemands restent faibles. De plus, l’Allemagne est le pays d’Europe où les inégalités sont le plus prononcées, les richesses le plus mal réparties parce que l’ascenseur social ne fonctionne pas. Pour lui, les Allemands sont arrogants et sont convaincus que l’économie va très bien alors que l’Allemagne est le pays le plus inégalitaire d’Europe, un pays riche dont les habitants sont pauvres.
- Verteilungskampf : Warum Deutschland immer ungleicher wird, Hanser, 2016, 263 p. (ISBN 978-3446444652)

Son livre le plus récent, intitulé Verteilungskampf: Warum Deutschland immer ungleicher wird (litt. Lutte pour la redistribution : pourquoi l’Allemagne devient de plus en plus inégalitaire), porte sur les inégalités et fut critiqué par le Frankfurter Allgemeine Zeitung (FAZ) avec l’argument que les disparités de revenu ne nuiraient pas à la société.
- Geld oder Leben. Wie unser irrationales Verhältnis zum Geld die Gesellschaft spaltet, Berlin, Berlin Verlag, 2022, 256 p. (ISBN 978-3-8270-1456-6).

### Articles (sélection)
- Macroprudential policy and central bank communication (en collaboration avec B. Born et M. Ehrmann), juillet 2010.
- Contagion and the global equity market collapse of the 2007-09 financial crisis (en collaboration avec G. Bekaert, M. Ehrmann et A. Mehl), juin 2010.
- Confidence and the global economy (en collaboration avec M. Ehrmann), sous presse ?
- Asset Prices, News Shocks and the Current Account (en collaboration avec R. Straub), juin 2010.
- IMF Surveillance and Financial Markets – A Political Economy Analysis (en collaboration avec J. Reynaud), miméo, septembre 2009.
- The Global Transmission of the 2007-09 Financial Crisis in a GVAR model (en collaboration avec A. Chudik), European Economic Review.
- Monetary policy in the media (en collaboration avec H. Berger and M. Ehrmann), Journal of Money, Credit and Banking.
- Politics and Monetary Policy (en collaboration avec M. Ehrmann), Review of Economics and Statistics.
- How successful is the G7 in managing exchange rates? Journal of International Economics 79(1): 78–88, septembre 2009.
- Convergence and anchoring of yield curves in the euro area (en collaboration avec M. Ehrmann, R. Gürkaynak et E. Swanson), Review of Economics and Statistics.
- What Explains Global Exchange Rate Movements During the Financial Crisis? Journal of International Money and Finance 28: 1390–1407, décembre 2009.
- Risk sharing, finance and institutions in international portfolios (en collaboration avec J. Imbs), Journal of Financial Economics 94: 428–447, décembre 2009.
- Stocks, bonds, money markets and exchange rates: Measuring international financial transmission (en collaboration avec Ehrmann & R. Rigobon), Journal of Applied Econometrics.
- Do China and oil exporters influence major currency configurations? (en collaboration avec A. Mehl), Journal of Comparative Economics 37, 335–358, septembre 2009.
- Central bank communication and monetary policy: A survey of the evidence (en collaboration avec Alan Blinder, M. Ehrmann, J. de Haan, D.-J. Jansen), Journal of Economic Literature XLVI(4), 910-45, décembre 2008.
- The political economy under monetary union: Has the euro made a difference? (en collaboration avec L. Stracca), Economic Policy 58 307–348, avril 2009.
- Es liegt nicht am Euro! zeit.de 9 avril 2013
- Die Deutschland-Illusion: Warum wir unsere Wirtschaft überschätzen und Europa brauchen, Carl Hanser Verlag, Munich 2014,  (ISBN 978-3-446-44034-0)
- Verteilungskampf. Warum Deutschland immer ungleicher wird, Carl Hanser Verlag, Munich 2016
- Die neue Aufklärung: Wirtschaft und Gesellschaft nach der Corona-Krise, Berlin, Berlin Verlag, 2020, 224 p. (ISBN 978-3-8270-1432-0).
- Geld oder Leben. Wie unser irrationales Verhältnis zum Geld die Gesellschaft spaltet, Berlin, Berlin Verlag, 2022, 256 p. (ISBN 978-3-8270-1456-6).